# 一宮西港道路
一宮西港道路（いちのみやにしこうどうろ）は、愛知県一宮市の東海北陸自動車道 一宮JCTから、愛知県弥富市付近の伊勢湾岸自動車道までを結ぶ計画の延長約30 kmの地域高規格道路である。

## 概要
中部圏では、首都圏・近畿圏と交通を結ぶ東西のルートは東名高速道路・名神高速道路や新東名高速道路・新名神高速道路など複数存在しているものの、太平洋側と日本海側を結ぶ南北のルートは東海北陸自動車道のみに限られており、その末端となる一宮JCT以南にミッシングリンクが生じている。そのため、一宮市から弥富市に至る西尾張中央道では、名神高速道路と伊勢湾岸自動車道の間を移動しようとする大型車が多く、混雑時と非混雑時で所要時間にばらつきが生じている。それに加え災害時の支援に支障を来す可能性も指摘されていることから、定時性の向上による物流活動の支援、災害における信頼性の高い道路ネットワークの強化、地域開発の支援を目的として計画されている道路である。
1998年に計画路線に指定されてから長らく大きな動きがなかったが、2022年3月に行われた愛知国道事務所の検討会において、災害時における南北の広域支援ルートの確保などの観点から、名古屋三河道路と共に概略ルート・構造の検討に着手することとなった。
この道路が開通すれば、北陸から名古屋港付近までが自動車専用道路で結ばれることになり、東海環状自動車道と並んで名神高速道路が通行止めになった際の迂回路となるなど、高速道路ネットワークの機能向上が期待されている。

## 歴史
- 1998年（平成10年）6月16日 : 計画路線に指定。
- 2022年（令和4年）3月4日 : 愛知国道事務所が概略ルート・構造の検討に着手することを発表[2]。
- 2025年（令和7年）3月11日 : 小委員会にて、海部地域の概ね中央部を通過する「中央ルート」案が承認[3]。

## インターチェンジなど
| IC番号 | 施設名   | 接続路線名                           | 起点から （km） | 備考 | 所在地 |
| ------ | -------- | ------------------------------------ | --------------- | ---- | ------ |
| 25-1   | 一宮JCT  | E1 名神高速道路 E41 東海北陸自動車道 | -               |      | 一宮市 |
| -      | 稲沢IC   |                                      | -               |      | 稲沢市 |
| -      | 津島IC   |                                      | -               |      | 津島市 |
| -      | 佐屋IC   |                                      | -               |      | 蟹江町 |
| -      | 佐屋JCT  | E23 東名阪自動車道                   | -               |      | 蟹江町 |
| -      | 弥富東IC |                                      | -               |      | 弥富市 |
| -      | 鍋田JCT  | E1A 伊勢湾岸自動車道                 | -               |      | 弥富市 |